# Adam Hofstedt
 Adam Hofstedt, né le 15 février 2002, est un skieur alpin suédois.

## Biographie
En 2020 il est sacré double champion olympique de la jeunesse en super G et en slalom aux Diablerets. Il prend aussi la 3e place du combiné.
En 2021 à Bansko il prend la 10e place du slalom des championnats du monde Juniors. Fin mars, il est sacré Champion de Suède de slalom à Åre.
En mars 2022, il est vice-champion de Suède de slalom à Åre.
En janvier 2023, il devient vice-champion du monde juniors de slalom à Saint-Anton derrière Corrado Barbera et devant Antoine Azzolin.
En mars 2024, il est sacré champion de Suède de slalom et de super G.
Au cours de la saison 2024-2025, il obtient 4 tops-10 en coupe d'Europe de slalom et de géant. Il fait ses débuts en coupe du monde en janvier 2025 dans le géant de Schladming.

## Palmarès

### Coupe du monde
- 2 épreuves disputées (à fin mars 2025)

### Championnats du monde juniors
| Épreuve / Édition         | Descente | Super G | Slalom géant | Slalom | Combiné | Team event |
| Mondiaux 2021 Bansko      | annulée  | 17e     | 26e          | 10e    | annulé  | annulé     |
| Mondiaux 2023 Saint-Anton | -        | -       | 9e           | Argent | -       | -          |

### Coupe d'Europe
- 39 épreuves disputées
- 4 tops-10.

#### Classements
| Saison / Épreuve | Saison / Épreuve | Général | Général | Descente | Descente | Super G | Super G | Géant  | Géant  | Slalom | Slalom | Combiné | Combiné |
| ---------------- | ---------------- | ------- | ------- | -------- | -------- | ------- | ------- | ------ | ------ | ------ | ------ | ------- | ------- |
| Saison / Épreuve | Saison / Épreuve | Class.  | Points  | Class.   | Points   | Class.  | Points  | Class. | Points | Class. | Points | Class.  | Points  |
| 2024             | 2024             | 65e     | 113     | -        | -        | -       | -       | 39e    | 38     | 31e    | 75     | -       | -       |
| 2025             | 2025             | 34e     | 113     | -        | -        | -       | -       | 24e    | 89     | 19e    | 148    | -       | -       |

### Jeux olympiques de la jeunesse d’hiver
| Edition / Epreuve       | Super G | Slalom géant | Slalom | Super-combiné | Équipes |
| JOJ 2020 Les Diablerets | Or      | 5e           | Or     | Bronze        | 8e      |